# Sabet El-Batal
Sabet El-Batal (16. září 1953, El Havamedija – 12. února 2005 Káhira) byl egyptský fotbalový brankář. Zemřel 12. února 2005 ve věku 51 let na rakovinu slinivky.

## Fotbalová kariéra
Na klubové úrovni hrál v Egyptě za tým Al-Ahly SC a získal s týmem jedenáctkrát mistrovský titul. Za egyptskou reprezentaci nastoupil v letech 1974–1990 v 87 utkáních. Byl členem reprezentace Egypta na Mistrovství světa ve fotbale 1986, ale v utkání nenastoupil. Byl členem egyptské reprezentace na Africkém poháru národů 1974, 1984, 1986 a 1990, v roce 1990 nastoupil ve 4 utkáních.